# John Magera
John Magera, född 6 februari 1970, är en amerikansk bågskytt. Han deltog vid olympiska sommarspelen 2004.